# Communauté de communes Grand Cognac
Grand Cognac communauté de communes est une ancienne communauté de communes française, située dans le département de la Charente, en région Nouvelle-Aquitaine.

## Historique
- Création du district de Cognac en 1962.
- Création de la communauté de communes de Cognac le 14 décembre 1993 par 12 communes autour de l'ancien district de Cognac.
- 2001 : Saint-Laurent-de-Cognac rejoint la CC.
- 2002 : Javrezac rejoint la CC.
- En 2013, la communauté de communes de Cognac est renommée Grand Cognac communauté de communes.
- Elle disparait le 1er janvier 2017 à la suite de sa fusion avec les communautés de commune de Grande Champagne » ( communes), de Jarnac ( communes) et de la région de Châteauneuf » (communes) pour former la nouvelle communauté d'agglomération du Grand Cognac[1].

## Administration

### Liste des présidents
| Période       | Période       | Identité          | Étiquette    | Qualité                                                                                      |
| ------------- | ------------- | ----------------- | ------------ | -------------------------------------------------------------------------------------------- |
| décembre 1993 | avril 2008    | Jérôme Mouhot     | RPR puis UMP | Maire de Cognac (2001 → 2008) Conseiller général de Cognac-Nord (1992 → 2004)                |
| avril 2008    | avril 2014    | Robert Richard    | PS           | Maire de Boutiers-Saint-Trojan (1980 → 2014) Conseiller général de Cognac-Nord (2004 → 2015) |
| avril 2014    | décembre 2016 | Michel Gourinchas | PS puis DVG  | Maire de Cognac (2008 → 2020) Conseiller régional de Poitou-Charentes (2004 → 2015)          |

### Organisation en 8 commissions
- Infrastructures, Grands Projets, Réseaux
- Économie et Insertion
- Tourisme
- Aménagement de l'espace, Habitat, Logement et Urbanisme
- Finances, Personnel, Systèmes d'information
- Sport, Jeunesse et Vie associative
- Environnement et Cadre de vie
- Culture et Patrimoine

### Personnel
81 agents, dont 50 titulaires et 31 non titulaires, auxquels s'ajoutent une trentaine de saisonniers (rapport d'activités 2013).

## Composition
Elle regroupait 14 communes le 1er janvier 2016 :
| Nom                     | Code Insee | Gentilé              | Superficie (km2) | Population (dernière pop. légale) | Densité (hab./km2) |
| ----------------------- | ---------- | -------------------- | ---------------- | --------------------------------- | ------------------ |
| Cognac (siège)          | 16102      | Cognaçais            | 15,50            | 18 717 (2014)                     | 1 208              |
| Ars                     | 16018      | Arsois               | 11,40            | 734 (2014)                        | 64                 |
| Boutiers-Saint-Trojan   | 16058      | Boutiérois           | 7,13             | 1 478 (2014)                      | 207                |
| Bréville                | 16060      | Brévillois           | 15,39            | 521 (2014)                        | 34                 |
| Châteaubernard          | 16089      | Castelbernardins     | 13,31            | 3 612 (2014)                      | 271                |
| Cherves-Richemont       | 16097      | Chervois             | 37,94            | 2 453 (2014)                      | 65                 |
| Gimeux                  | 16152      | Gimeusiens           | 7,40             | 715 (2014)                        | 97                 |
| Javrezac                | 16169      | Javrezacais          | 3,66             | 600 (2014)                        | 164                |
| Louzac-Saint-André      | 16193      | Louzacais Andrésiens | 10,04            | 1 026 (2014)                      | 102                |
| Merpins                 | 16217      | Merpinois            | 10,46            | 1 068 (2014)                      | 102                |
| Mesnac                  | 16218      | Mesnacais            | 6,51             | 415 (2014)                        | 64                 |
| Saint-Brice             | 16304      | Saint-Briçois        | 9,30             | 972 (2014)                        | 105                |
| Saint-Laurent-de-Cognac | 16330      | Saint-Laurentais     | 10,87            | 851 (2014)                        | 78                 |
| Saint-Sulpice-de-Cognac | 16355      | Saint-Sulpiciens     | 23,82            | 1 252 (2014)                      | 53                 |

## Compétences
Nombre total de compétences exercées en 2016 : 23.
- Développement économique
- Aménagement de l'espace communautaire
- Politique du logement social d'intérêt communautaire
- Construction, entretien et fonctionnement d'équipements culturels et sportifs
- Création, aménagement et entretien de la voirie communautaire
- Protection et mise en valeur de l'environnement
- Tourisme
- Politique sportive
- Politique culturelle
- Transports
- Environnement et cadre de vie
- Insertion professionnelle et sociale
- Participation au syndicat départemental d'incendie et de secours
- Activités périscolaires liées à la réforme des rythmes scolaires